# Liščí hora (Riesengebirge)
Der Liščí hora (Fuchsberg, poln. Lisia Góra) ist ein Berg im tschechischen Teil des Riesengebirges.

## Lage
Der Liščí hora liegt im zentralen Riesengebirge, ca. 3,5 km westlich von Pec pod Sněžkou (Petzer) und etwa 6 km südwestlich der Schneekoppe, der höchsten Erhebung des Gebirges. Der Nordwesthang fällt sanft zum etwa 1320 Meter hohen Liščí hřeben (Fuchsrücken) ab, der ihn mit dem ca. 2,5 km entfernten Zadní Planina (Plattenberg) verbindet.
An der Südostseite trennt ein Sattel oberhalb von Lučiny (Bohnwiesbauden) den Fuchsberg vom angrenzenden Černá hora (Schwarzenberg). Über diesen Kamm zwischen Černá hora und Liščí hora, der die Wasserscheide von Elbe und Úpa (Aupa) bildet, führt auf einer Höhe von 1084 Metern der Sokol-Pass. Entlang dieser natürlichen Linie verläuft auch eine alte Verwaltungsgrenze, die bis auf die Gründung von Vrchlabí (Hohenelbe) zurückgeht.
Der Nordosthang, der auch am meisten von Lawinen gefährdet ist, fällt steil ins Tal zwischen dem benachbarten Lesní hora (Baumberg). An der Süd- und Südwestseite entstanden durch die Tätigkeit von Gebirgsbächen und eiszeitlicher Gletscher tiefe Schluchten.

## Hydrographie
Nicht weit unterhalb des Gipfels am Südosthang liegt auf einer Höhe von ca. 1180 bis 1250 m die Fuchswiese (Liščí louka).

Hier entspringt die Quelle des Baches Čistá (Silberbach), einem linken Nebenfluss der Elbe.
Der Bílý potok (bílý = weiß, potok = Bach) sammelt das Wasser am Südhang, von wo es weiter in den Kotelský potok (Kesselbach) fließt, der den Südwesthang entwässert. Aus dem Zusammenfluss mit dem Klinový potok (Keilbach) entsteht dann bei Dolní Dvůr (Niederhof) die Malé Labe (Kleine Elbe), ebenfalls ein linker Zufluss der Elbe (tschech. Labe).
Der Liščí potok (Fuchsbach) am Nordosthang speist den Zelený potok (Grünbach), der auch das Wasser des Nordhangs aufnimmt und später in die Úpa mündet. Die Úpa wiederum fließt nach 77 km in die Elbe und daher gehören alle genannten Gewässer zu diesem übergeordneten Flusssystem.

## Flora, Fauna und Naturschutz
An den Hängen des Liščí hora wachsen viele seltene Pflanzen, weshalb er Teil des tschechischen Nationalparks Krkonošský národní park (KRNAP) ist, der 1963 zum Schutz gefährdeter Tier- und Pflanzenarten gegründet wurde und seit 1992 zur Liste der UNESCO-Biosphärenreservate gehört.
Der Gipfel ist mit Bergkiefern überwuchert. Auf der Höhe können sich außerdem nur verschiedene Flechten halten; dennoch ist dies die Grundlage für eine Lebensgemeinschaft aus pflanzenfressenden Wanzen, Spinnen und Holz bewohnenden Käfern und am Ende der Nahrungskette vieler Vogelarten, darunter zum Beispiel der Hausrotschwanz.
In tieferen Lagen wachsen Fichtenwälder, die einigen Spechtarten, dem Fichtenkreuzschnabel und dem Raufußkauz Lebensraum bieten. Insbesondere am Südwesthang und in geringerem Maße am Osthang gibt es große Lichtungen mit weiten Wiesenflächen. Hier leben verschiedene Schmetterlingsarten wie z. B. Riesengebirgsspanner oder Berg-Mohrenfalter und natürlich auch viele Vögel: Wiesenpieper, Ringdrossel und das vom Aussterben bedrohte Auerhuhn, um nur einige zu nennen.
Neben Reh- und Rotwild leben hier ebenso kleine Raubtiere wie Wiesel und Baummarder. Wie aber unschwer zu erkennen ist, sind es die Vögel, die aus den besonderen Lebensumständen den größten Profit ziehen und diese Landschaft zu einem ausgesprochenen Paradies für die Gefiederten werden lässt.

## Tourismus

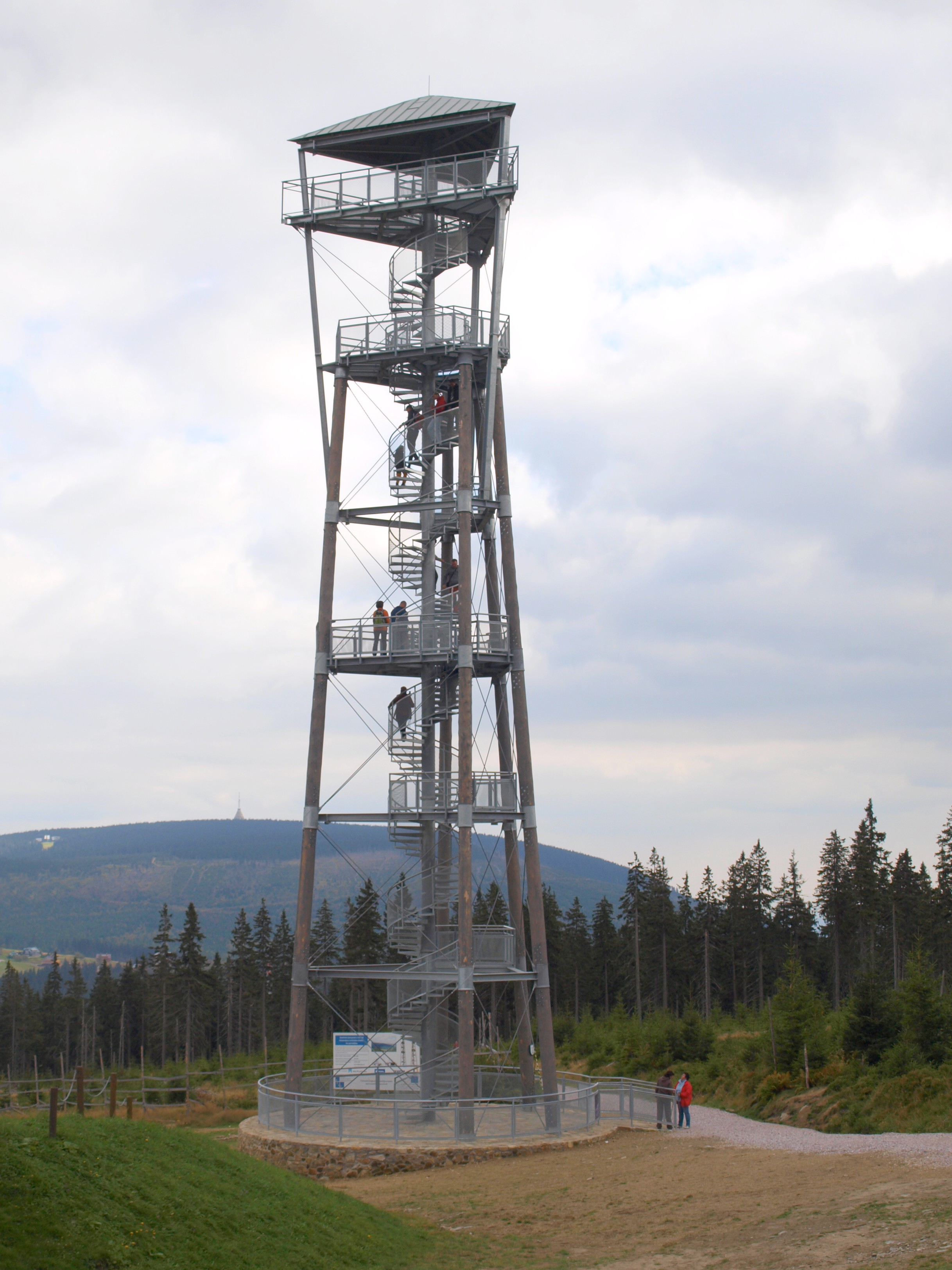
Der Aussichtsturm am Hnědý Vrch

Auf der Fuchswiese liegt in einer Höhe von 1200 Metern die Lyžařská bouda (Skibaude), die hier errichtet wurde, nachdem die Liščí bouda (Fuchsbaude oder Fuchsbergbaude) 1948 abgebrannt war. Am Hang unter der damaligen Fuchsbaude wurde eine der ersten Skipisten über Pec eingerichtet. Heute ist hier der Mittelpunkt eines bedeutenden Wintersportgebiets mit Skipisten aller Schwierigkeitsgrade.
Unterhalb der Fuchswiese gibt es noch weitere Wiesenflächen mit Streusiedlungen, wie sie für das Riesengebirge charakteristisch sind und von denen die Besiedlung der höheren Lagen den Anfang nahm. Zu nennen sind beispielsweise die Tetřeví boudy (Auerwiesbauden), die Hrnčířské boudy (Töpferbauden) und die Wiesenenklave Lučiny. Auf diesen Arealen sind zahlreiche Hotels und Gaststätten mit Winter- und Sommerbetrieb zu finden.
Nordöstlich des Gipfels steht an der Bergstation der Sesselbahn Hnědý Vrch (Braunberg) auf 1207 m der höchstgelegene Aussichtsturm im Riesengebirge. Die Aussichtsplattform befindet sich in 27 Meter Höhe, ist zudem gebührenfrei und bietet einen der schönsten Ausblicke auf Schneekoppe, Studniční hora (Brunnberg) und ins Tal von Pec pod Sněžkou.
Wanderwege

▬ Über die Mitte der Fuchswiese führt ein rot markierter Wanderweg, der im Winter als Skiloipe genutzt wird. Der Weg ist Teil der Krkonošská magistrála.

Diese „Skilanglauf-Magistrale im Riesengebirge“ verbindet, meist unterhalb der Gipfel am Hauptkamm entlang, Harrachov im Westen mit Žacléř im Osten. Der Weg beginnt am Schwarzenberg und geht am Gipfel des Fuchsbergs vorbei weiter Richtung Fuchsrücken, wo sich die Chata Výrovka (ehemalige Tannenbaude bzw. Geiergucke) befindet, eine Berghütte, zu der auch ein Restaurant gehört.
Zunächst aber erreicht man eine der bekanntesten Wegkreuzungen des Riesengebirges. Hier steht auf einer Höhe von 1345 Metern die Chalupa na Rozcesti (Hütte an der Wegscheide). Nach einer Erfrischung kann man unter verschiedenen anderen Wanderwegen wählen oder weiter dem rot-weißen Wegzeichen folgen.
▬ Dem gelben Weg talwärts folgend kommt man am Südwesthang nach Černý Důl (Schwarzenthal).

▬ Nimmt man den blauen Wanderweg und lässt die Klínové Boudy (Keilbauden) links liegen gelangt man über Serpentinen nach Spindlermühle.

▬ Der grüne Wanderweg führt, vorbei an den Arealen von Dvorské boudy (Hofbauden) und Friesovy boudy (Friesbauden) nach Strážné. 
Die Strecke gehört zum sogenannten Schlesierweg, ein alter Schmuggler- und Handelspfad, der schon seit Mitte des 12. Jahrhunderts Vrchlabí im Westen und Karpacz (Krummhübel) im Osten des Gebirges auf möglichst gerader Linie verbindet.
 Das rote Symbol links ist ein sogenanntes „Stummes Zeichen“, tschechisch Němé značky, mit dem die Stangen der Wintermarkierung auf den Liščí hora gekennzeichnet sind.

## Bilder der Umgebung

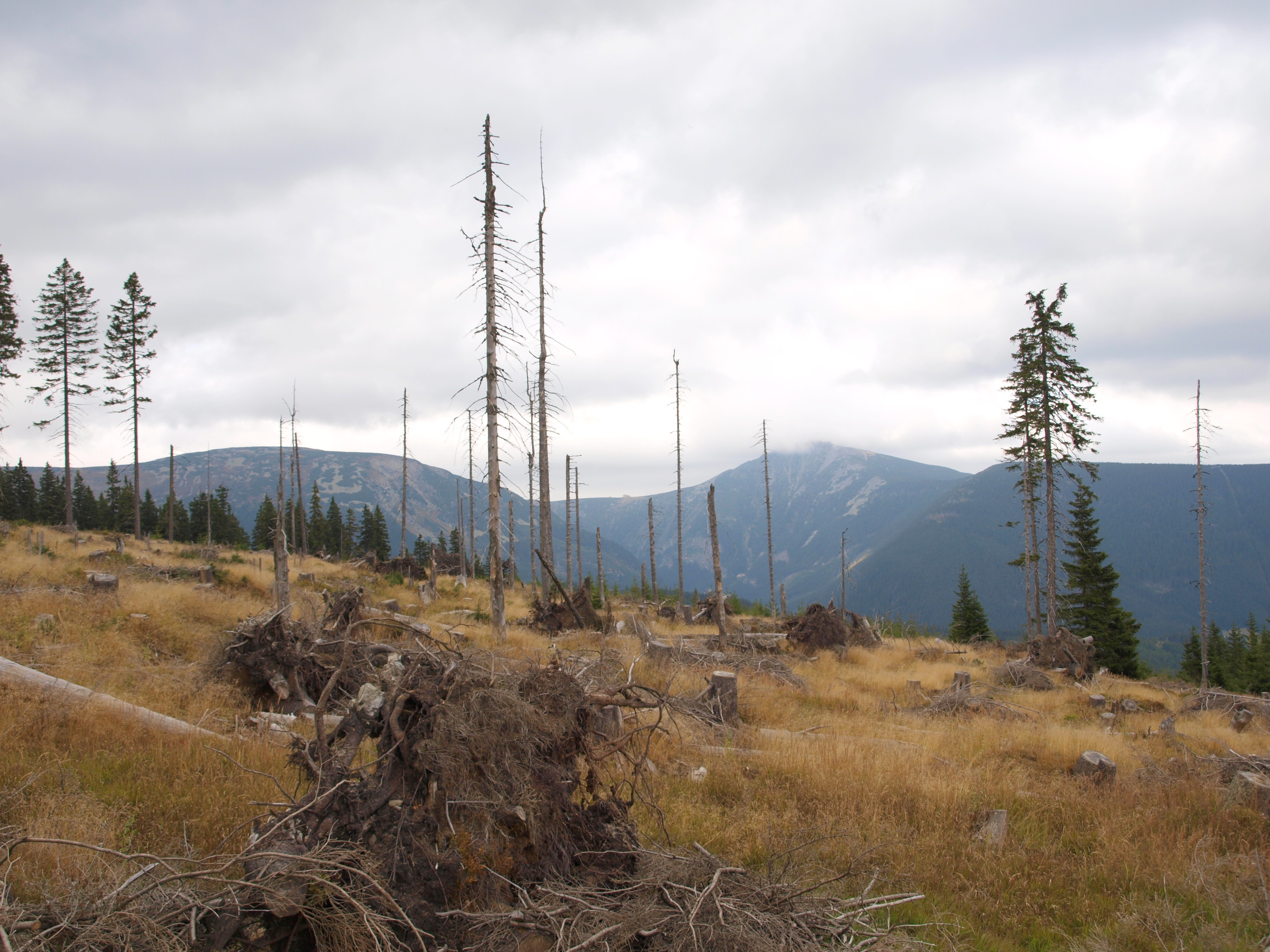
Die Schneekoppe
vom Hnědý Vrch aus gesehen

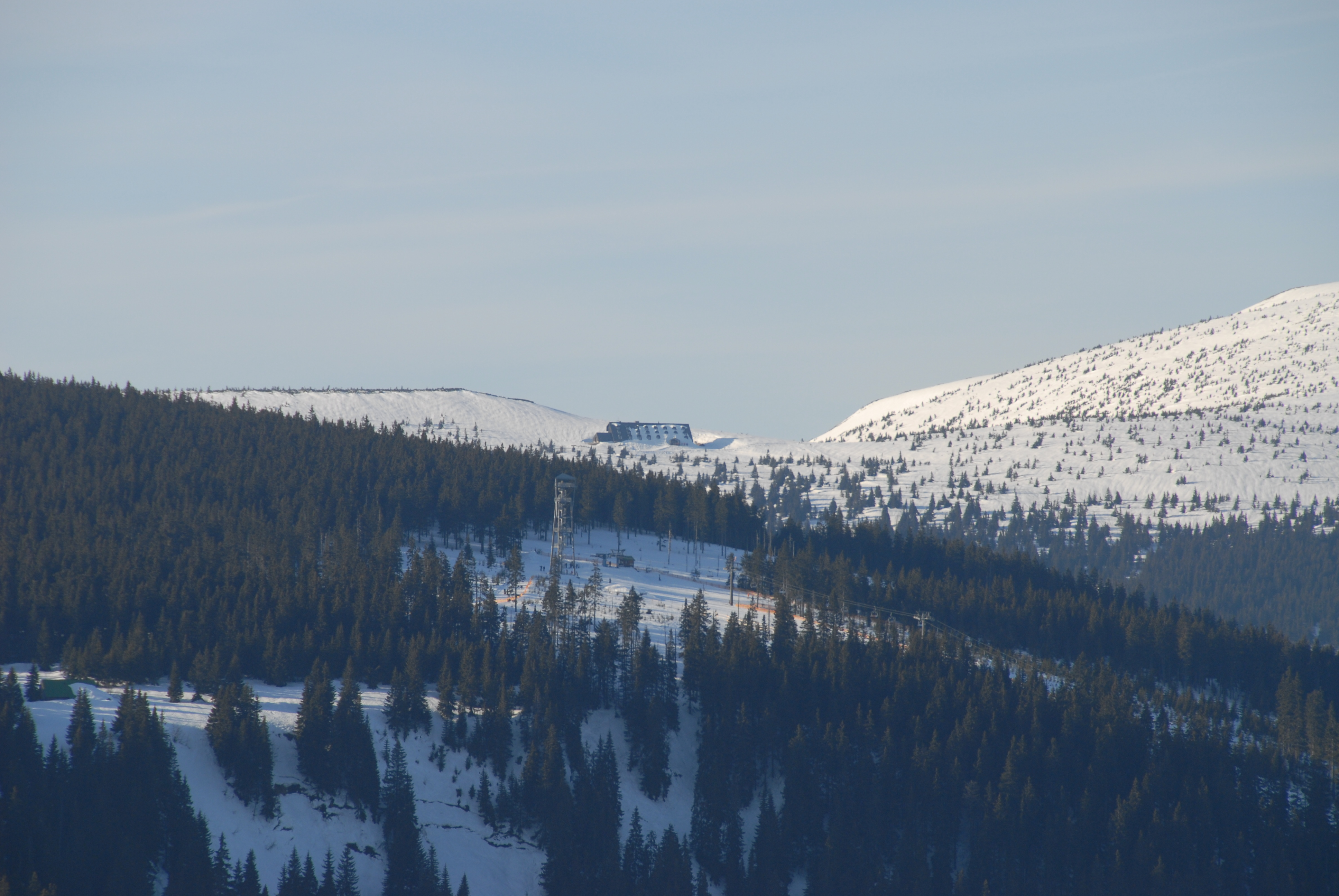
Blick auf die Chata Výrovka

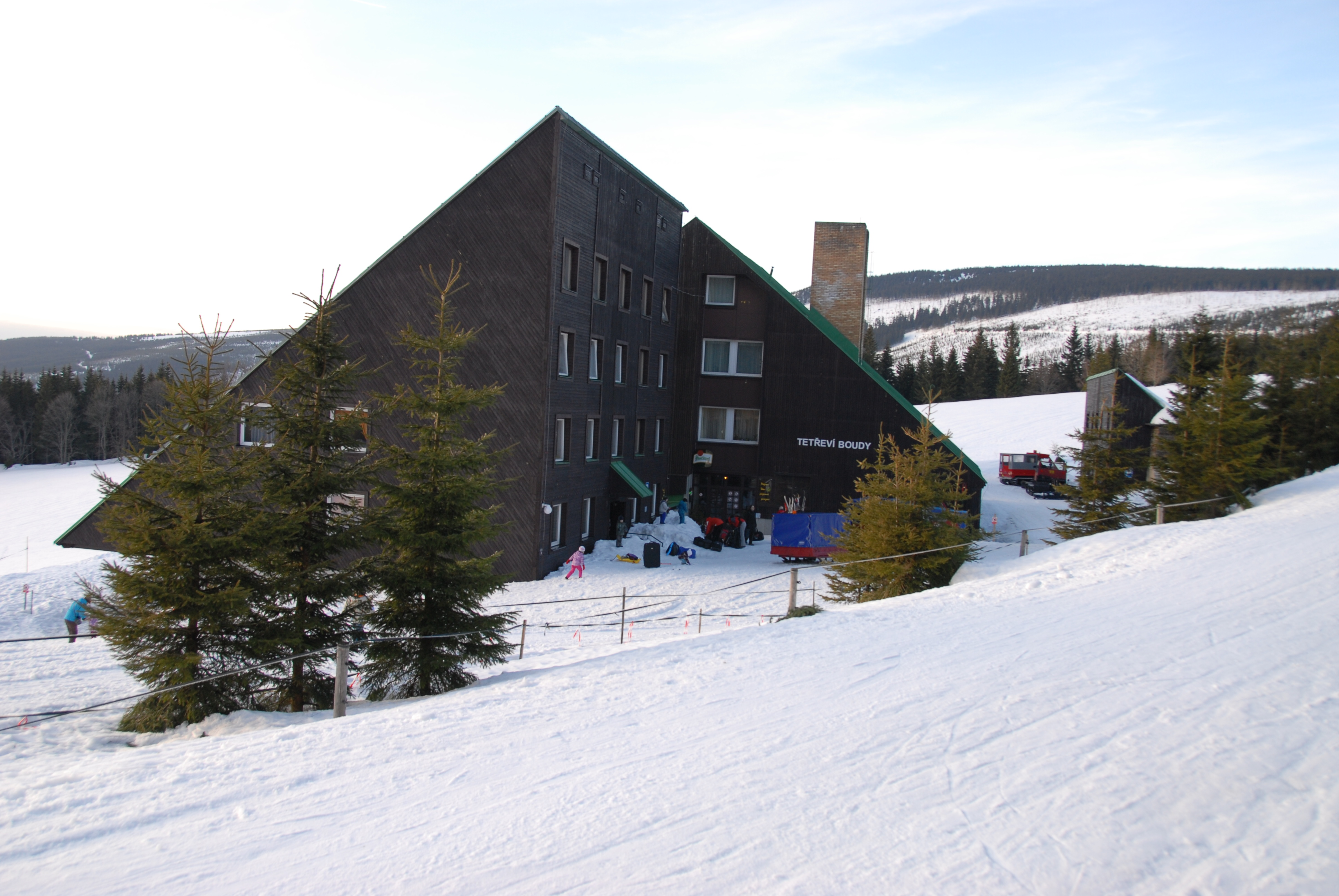
Tetrevi bouda im Winter